# قائمة رؤساء الولايات المتحدة الأمريكية حسب العمر

متوسط أعمار روساء الولايات المتحدة الأمريكية توليهم المنصب

هذه قائمة برؤساء الولايات المتحدة حسب أعمارهم. توضح عمر كل رئيس للولايات المتحدة منذ وقت التنصيب الرئاسي (التنصيب الأول إذا تم انتخابه لفترات متعددة ومتتالية)، عند ترك المنصب حيث لا يزال الرئيس على قيد الحياة، ومن ثم وقت وفاته. تستعرض شاغلي المنصب الرئاسي منذ عام 1789 ، الخمسة والأربعين شخصاً لمنصب رئيس الولايات المتحدة ، وكان متوسط عمر هؤلاء الرجال عند توليهم المنصب لأول مرة حوالي 55 عامًا، بصفة عامة يميلون الرؤساء الديمقراطيين إلى أن يكونوا أصغر سناً من الجمهوريين ، حيث يوجد أحد عشر ديموقراطيًا دون متوسط العمر وخمسة فقط فوقه. من بين 19 رئيسًا جمهوريًا ، عشرة منهم فوق متوسط الأعمار ، بينما تسعة أقل من ذلك. كان ثمانية من أصل عشرة رؤساء غير جمهوريين أو ديمقراطيين أكبر من 57 عامًا عند توليهم المنصب لأول مرة.
أصغر الرؤساء الذين تولى المنصب هم ثيودور روزفلت في عام 1901 (42 عامًا و 322 يومًا) ، والرئيس جون كينيدي في عام 1961 (43 عامًا و 236 يومًا) ، على النقيض يعتبر الرئيس الخامس والأربعين دونالد ترامب أكبر الرؤساء الذين تولى المنصب في عام 2017 (70 عامًا و 220 يومًا)، ورونالد ريغان عام 1981 (69 سنة و 349 يومًا). يبدو أن هناك القليل من الارتباط بين العمر وقابلية الانتخاب ، حيث من بين الرؤساء الستة السابقين أكبر شخصين يتولوا المنصب على الإطلاق ، واثنان من أصغرهم الذي تولى المنصب على الإطلاق.
ستحقق الانتخابات الرئاسية الأمريكية لعام 2020 ، والتي ستجرى في 3 نوفمبر ، رقماً قياسياً لأكبر رئيس أمريكي يتم انتخابه على الإطلاق ؛ سيخوض الانتخابات في المقام الأول دونالد ترامب (الذي بلغ 74 عامًا في يونيو) وجو بايدن (الذي كان سيبلغ 78 عامًا عند توليه المنصب).

جيمي كارتر 01 أكتوبر 1924 - 30 ديسمبر 2024 (عمره 100 سنوات و172 أيام)
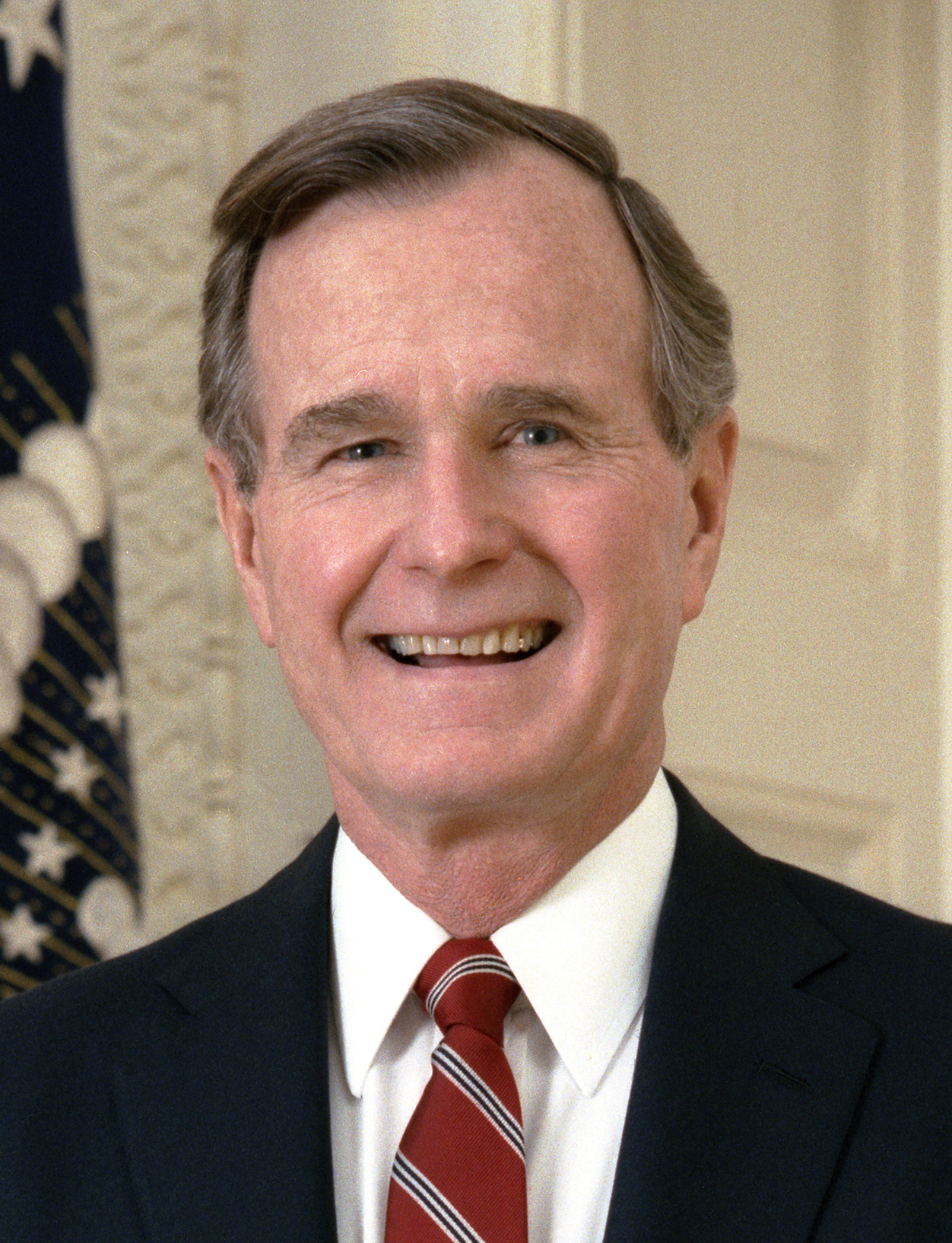
جورج بوش الأب 12 يونيو 1924 – 30 نوفمبر 2018 (عمره 94 سنوات و171 أيام)
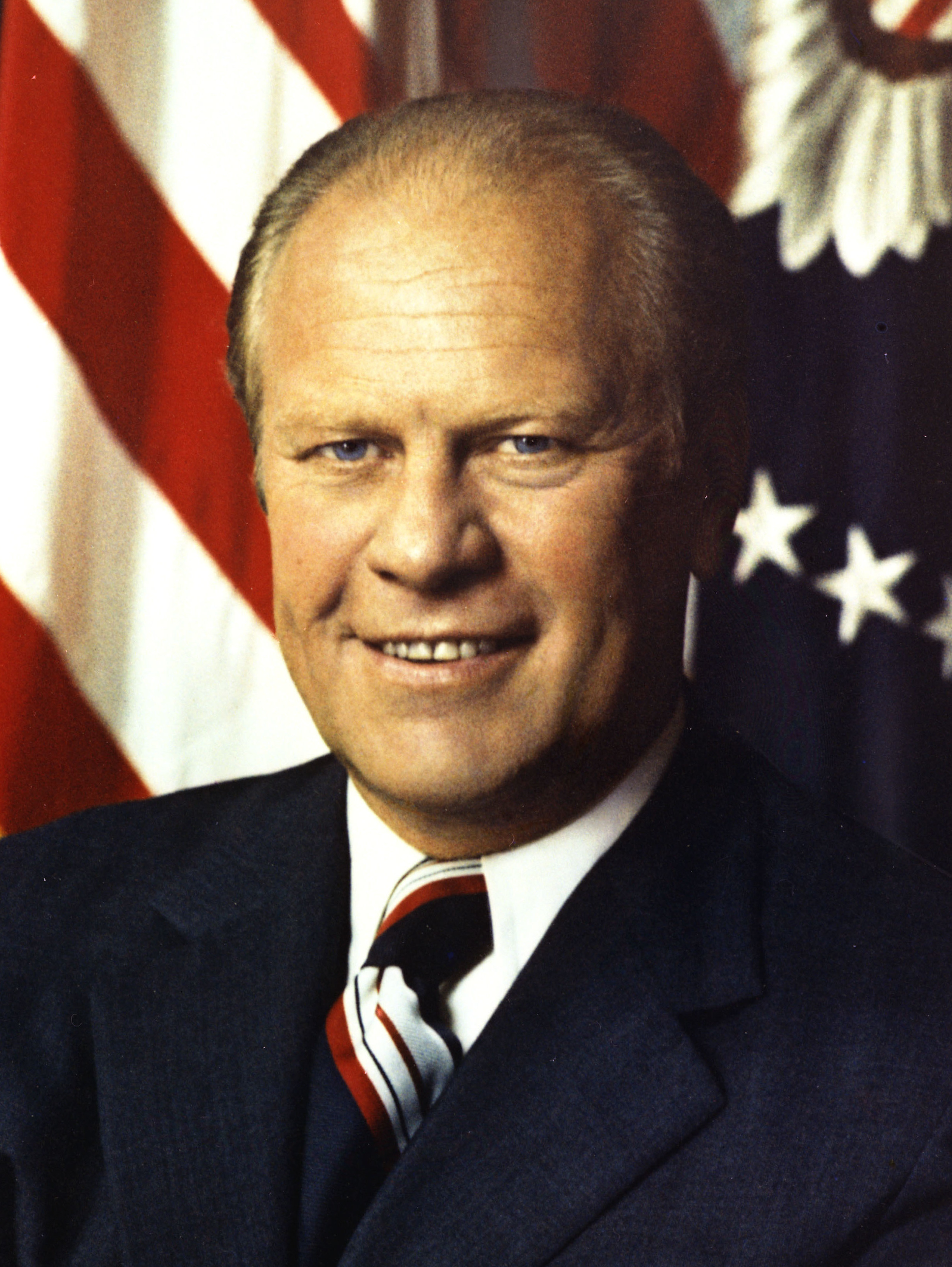
جيرالد فورد 14 يوليو 1913 – 26 ديسمبر 2006 (عمره 93 سنوات و165 أيام)
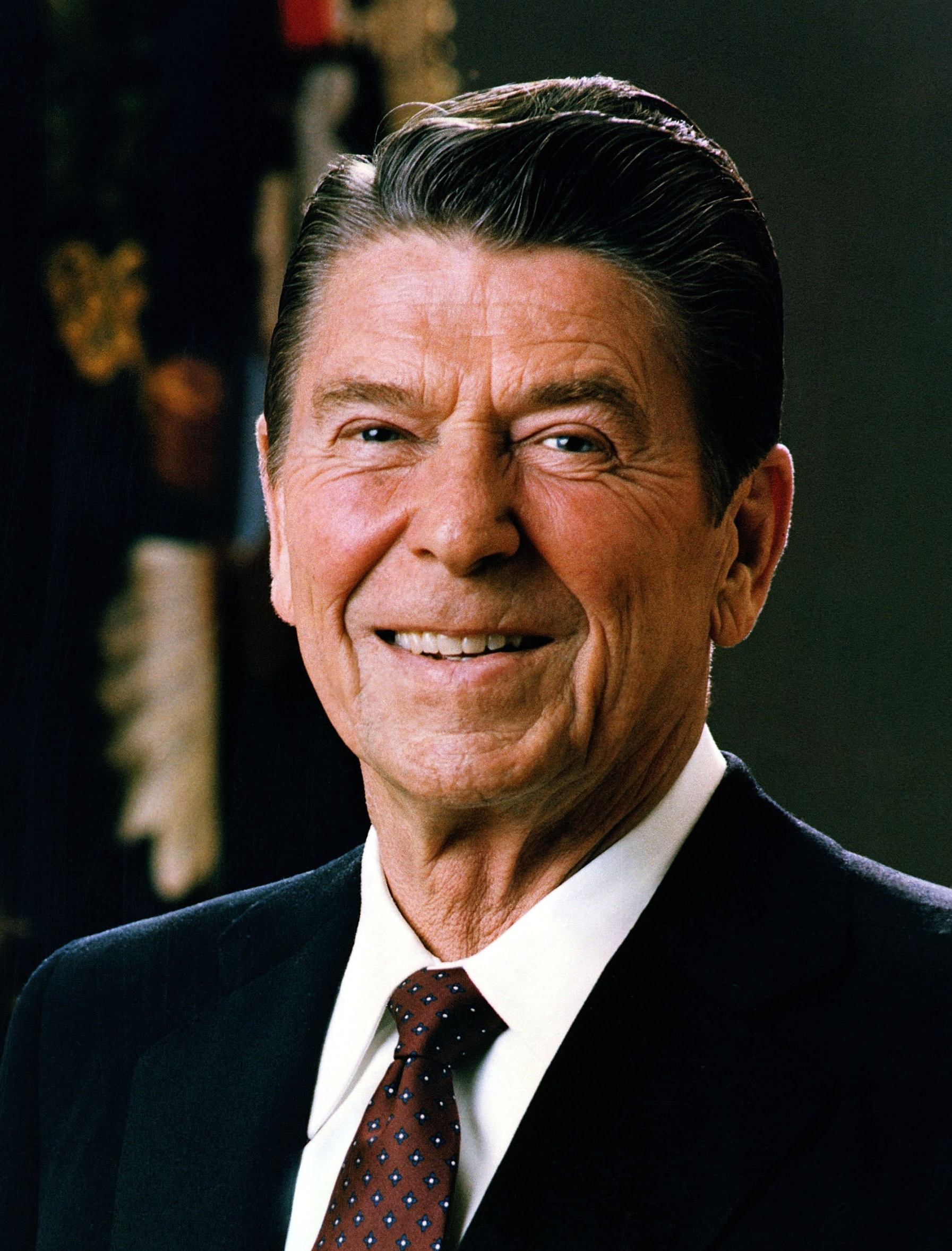
رونالد ريغان 6 فبراير 1911 – 05 يونيو 2004 (عمره 93 سنوات و120 أيام)
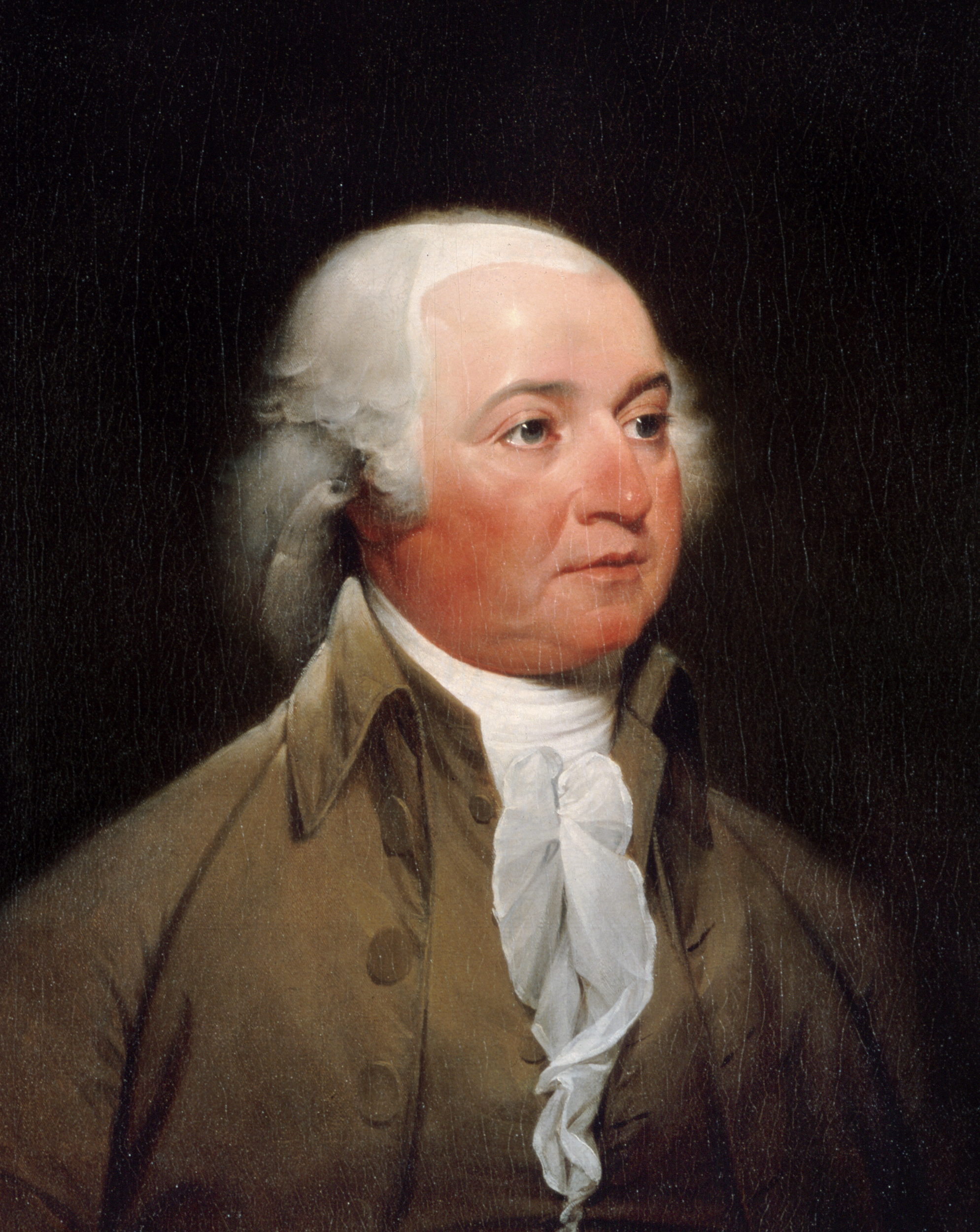
جون آدامز 30 أكتوبر 1735 – 04 يوليو 1826 (عمره 90 سنوات و247 أيام)
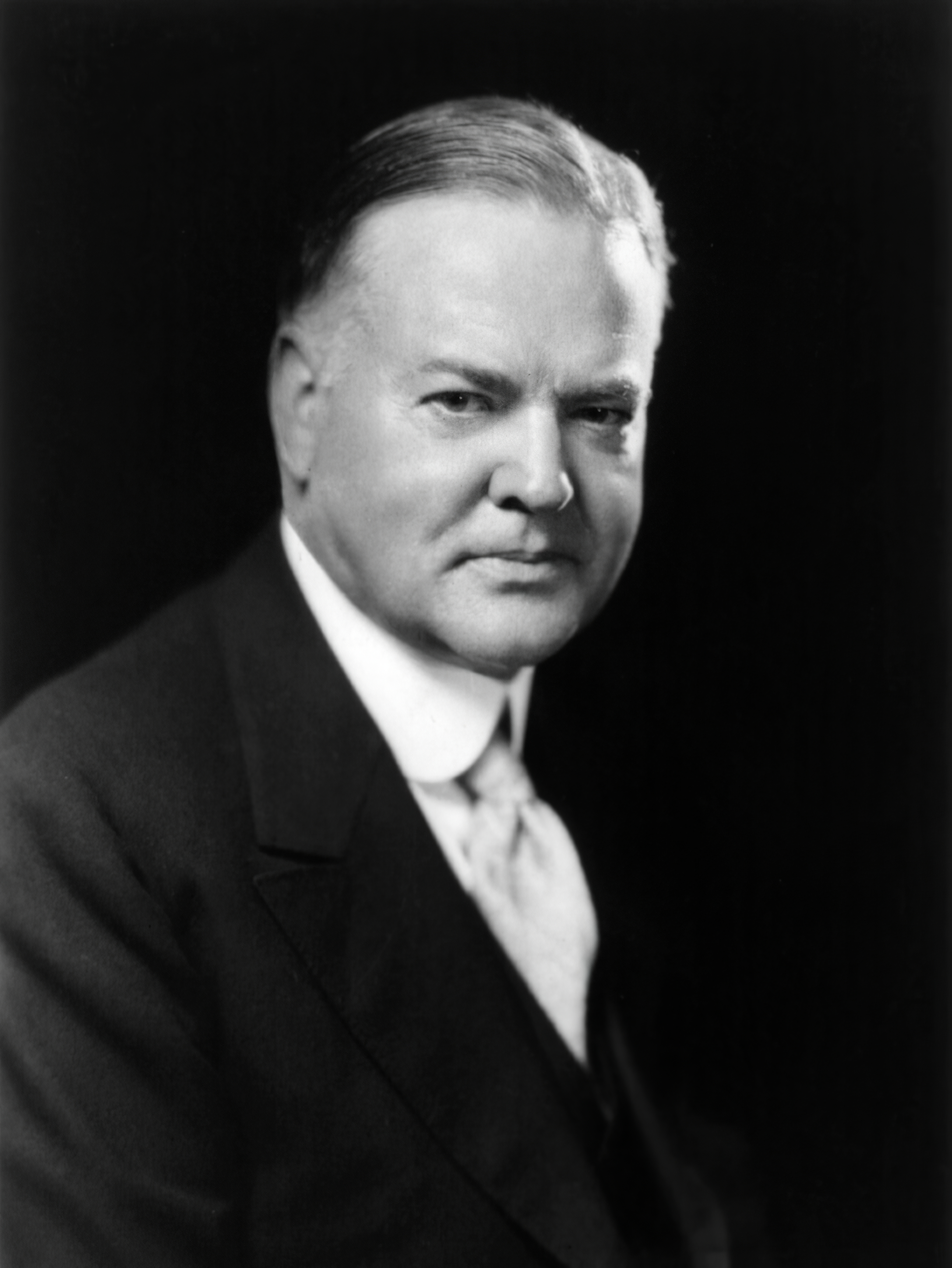
هربرت هوفر 10 أغسطس 1874 - 20 أكتوبر 1964 (عمره 90 سنوات و71 أيام)

## قائمة رؤساء الولايات المتحدة الأمريكية حسب العمر
| م  | الرئيس              | الميلاد        | عمره بداية الرئاسة                | عمره نهاية الرئاسة                | حياته بعد الرئاسة               | فترة الحياة    | فترة الحياة         |
| م  | الرئيس              | الميلاد        | عمره بداية الرئاسة                | عمره نهاية الرئاسة                | حياته بعد الرئاسة               | وفاته          | عمره                |
| -- | ------------------- | -------------- | --------------------------------- | --------------------------------- | ------------------------------- | -------------- | ------------------- |
| 01 | جورج واشنطن         | 22 فبراير 1732 | 57 سنوات و67 أيام 30 أبريل 1789   | 65 سنوات و10 أيام 4 مارس 1797     | 2 سنوات و285 أيام               | 14 ديسمبر 1779 | 67 سنوات و295 أيام  |
| 02 | جون آدامز           | 30 أكتوبر 1735 | 61 سنوات و125 أيام 4 مارس 1797    | 65 سنوات و125 أيام 4 مارس 1801    | 25 سنوات و122 أيام              | 4 أبريل 1826   | 90 سنوات و247 أيام  |
| 03 | توماس جفرسون        | 13 أبريل 1743  | 57 سنوات و325 أيام 4 مارس 1801    | 65 سنوات و325 أيام 4 مارس 1809    | 17 سنوات و122 أيام              | 4 يوليو 1826   | 83 سنوات و82 أيام   |
| 04 | جيمس ماديسون        | 16 مارس 1751   | 57 سنوات و353 أيام 4 مارس 1809    | 65 سنوات و353 أيام 4 مارس 1817    | 19 سنوات و116 أيام              | 28 يونيو 1836  | 85 سنوات و104 أيام  |
| 05 | جيمس مونرو          | 28 أبريل 1758  | 58 سنوات و310 أيام 4 مارس 1817    | 66 سنوات و310 أيام 4 مارس 1825    | 6 سنوات و122 أيام               | 4 يوليو 1831   | 73 سنوات و67 أيام   |
| 06 | جون كوينسي آدامز    | 11 يوليو 1767  | 57 سنوات و236 أيام 4 مارس 1825    | 61 سنوات و236 أيام 4 مارس 1829    | 18 سنوات و356 أيام              | 23 فبراير 1848 | 80 سنوات و227 أيام  |
| 07 | أندرو جاكسون        | 15 مارس 1767   | 61 سنوات و354 أيام 4 مارس 1829    | 69 سنوات و354 أيام 4 مارس 1837    | 8 سنوات و96 أيام                | 8 يونيو 1845   | 78 سنوات و85 أيام   |
| 08 | مارتن فان بيورين    | 5 ديسمبر 1782  | 54 سنوات و89 أيام 4 مارس 1837     | 58 سنوات و89 أيام 4 مارس 1841     | 21 سنوات و142 أيام              | 24 يوليو 1862  | 79 سنوات و231 أيام  |
| 09 | ويليام هنري هاريسون | 9 فبراير 1773  | 68 سنوات و23 أيام 4 مارس 1841     | 68 سنوات و54 أيام 4 أبريل 1841    | توفي أثناء فترة الرئاسية.       | 4 أبريل 1841   | 68 سنوات و54 أيام   |
| 10 | جون تايلر           | 29 مارس 1790   | 51 سنوات و6 أيام 4 أبريل 1841     | 54 سنوات و340 أيام 4 مارس 1845    | 16 سنوات و320 أيام              | 18 يناير 1862  | 71 سنوات و295 أيام  |
| 11 | جيمس بوك            | 11 فبراير 1795 | 49 سنوات و122 أيام 3 أبريل 1845   | 53 سنوات و122 أيام 3 أبريل 1849   | 103 أيام                        | 15 يونيو 1849  | 53 سنوات و225 أيام  |
| 12 | زكاري تايلور        | 24 نوفمبر 1784 | 64 سنوات و100 أيام 3 أبريل 1849   | 65 سنوات و227 أيام 7 سبتمبر 1850  | توفي أثناء فترة الرئاسية.       | 7 سبتمبر 1850  | 65 سنوات و227 أيام  |
| 13 | ميلارد فيلمور       | 7 يناير 1800   | 50 سنوات و183 أيام 7 سبتمبر 1850  | 53 سنوات و56 أيام 3 أبريل 1853    | 21 سنوات و4 أيام                | 8 مارس 1874    | 74 سنوات و60 أيام   |
| 14 | فرانكلين بيرس       | 23 نوفمبر 1804 | 48 سنوات و101 أيام 3 أبريل 1853   | 52 سنوات و101 أيام 3 أبريل 1857   | 12 سنوات و218 أيام              | 8 أكتوبر 1869  | 64 سنوات و319 أيام  |
| 15 | جيمس بيوكانان       | 23 أبريل 1791  | 65 سنوات و315 أيام 4 مارس 1857    | 69 سنوات و315 أيام 4 مارس 1861    | 7 سنوات و89 أيام                | 1 يونيو 1868   | 77 سنوات و39 أيام   |
| 16 | أبراهام لينكون      | 12 فبراير 1809 | 52 سنوات و20 أيام 4 مارس 1861     | 56 سنوات و62 أيام 15 أبريل 1865   | تم اغتياله أثناء فترة الرئاسية. | 15 أبريل 1865  | 56 سنوات و62 أيام   |
| 17 | أندرو جونسون        | 29 ديسمبر 1808 | 56 سنوات و107 أيام 15 أبريل 1865  | 60 سنوات و65 أيام 4 مارس 1869     | 6 سنوات و149 أيام               | 31 يوليو 1875  | 66 سنوات و214 أيام  |
| 18 | يوليسيس جرانت       | 27 أبريل 1822  | 46 سنوات و311 أيام 4 مارس 1869    | 54 سنوات و311 أيام 4 مارس 1877    | 8 سنوات و141 أيام               | 23 يوليو 1885  | 63 سنوات و87 أيام   |
| 19 | رذرفورد هايز        | 4 أكتوبر 1822  | 54 سنوات و151 أيام 4 مارس 1877    | 58 سنوات و151 أيام 4 مارس 1881    | 11 سنوات و319 أيام              | 17 يناير 1893  | 70 سنوات و105 أيام  |
| 20 | جيمس جارفيلد        | 19 نوفمبر 1831 | 49 سنوات و105 أيام 4 مارس 1881    | 49 سنوات و304 أيام 19 سبتمبر 1881 | لم يعش                          | 19 سبتمبر 1881 | 49 سنوات و304 أيام  |
| 21 | تشستر آرثر          | 5 أكتوبر 1829  | 51 سنوات و349 أيام 19 سبتمبر 1881 | 55 سنوات و150 أيام 4 مارس 1885    | 1 سنة و259 أيام                 | 18 نوفمبر 1886 | 57 سنوات و44 أيام   |
| 22 | جروفر كليفلاند      | 18 مارس 1837   | 47 سنوات و351 أيام 4 مارس 1885    | 51 سنوات و351 أيام 4 مارس 1889    | 4 سنوات و0 أيام                 | 24 يونيو 1908  | 71 سنوات و98 أيام   |
| 23 | بنجامين هاريسون     | 20 أغسطس 1833  | 55 سنوات و196 أيام 4 مارس 1889    | 59 سنوات و196 أيام 4 مارس 1893    | 8 سنوات و9 أيام                 | 13 مارس 1901   | 67 سنوات و205 أيام  |
| 24 | جروفر كليفلاند      | 18 مارس 1837   | 55 سنوات و351 أيام 4 مارس 1893    | 59 سنوات و351 أيام 4 مارس 1897    | 11 سنوات و112 أيام              | 24 يونيو 1908  | 71 سنوات و98 أيام   |
| 25 | ويليام ماكينلي      | 29 يناير 1843  | 54 سنوات و34 أيام 4 مارس 1897     | 58 سنوات و228 أيام 14 سبتمبر 1901 | لم يعش                          | 14 سبتمبر 1901 | 58 سنوات و228 أيام  |
| 26 | ثيودور روزفلت       | 27 أكتوبر 1858 | 42 سنوات و322 أيام 14 سبتمبر 1901 | 50 سنوات و128 أيام 4 مارس 1909    | 9 سنوات و308 أيام               | 6 يناير 1919   | 60 سنوات و71 أيام   |
| 27 | ويليام هوارد تافت   | 15 سبتمبر 1857 | 51 سنوات و170 أيام 4 مارس 1909    | 55 سنوات و170 أيام 4 مارس 1913    | 17 سنوات و4 أيام                | 8 مارس 1930    | 72 سنوات و174 أيام  |
| 28 | وودرو ويلسون        | 28 ديسمبر 1856 | 56 سنوات و66 أيام 4 مارس 1913     | 64 سنوات و66 أيام 4 مارس 1921     | 2 سنوات و336 أيام               | 3 فبراير 1924  | 67 سنوات و37 أيام   |
| 29 | وارن جي. هاردينغ    | 2 نوفمبر 1865  | 55 سنوات و122 أيام 4 مارس 1921    | 57 سنوات و273 أيام 2 أغسطس 1923   | لم يعش                          | 2 أغسطس 1923   | 57 سنوات و273 أيام  |
| 30 | كالفين كوليدج       | 4 يوليو 1872   | 51 سنوات و29 أيام 2 أغسطس 1923    | 56 سنوات و243 أيام 4 مارس 1929    | 3 سنوات و307 أيام               | 5 يناير 1933   | 60 سنوات و185 أيام  |
| 31 | هربرت هوفر          | 10 أغسطس 1874  | 54 سنوات و206 أيام 4 مارس 1929    | 58 سنوات و206 أيام 4 مارس 1933    | 31 سنوات و230 أيام              | 20 أكتوبر 1964 | 90 سنوات و71 أيام   |
| 32 | فرانكلين روزفلت     | 30 يناير 1882  | 51 سنوات و33 أيام 4 مارس 1933     | 63 سنوات و72 أيام 12 أبريل 1945   | لم يعش                          | 12 أبريل 1945  | 63 سنوات و72 أيام   |
| 33 | هاري ترومان         | 8 مايو 1884    | 60 سنوات و339 أيام 12 أبريل 1953  | 68 سنوات و257 أيام 20 يناير 1953  | 19 سنوات و341 أيام              | 26 ديسمبر 1972 | 88 سنوات و232 أيام  |
| 34 | دوايت أيزنهاور      | 14 أكتوبر 1890 | 62 سنوات و98 أيام 20 يناير 1653   | 70 سنوات و98 أيام 20 يناير 1961   | 8 سنوات و67 أيام                | 28 مارس 1969   | 78 سنوات و165 أيام  |
| 35 | جون كينيدي          | 29 مايو 1917   | 43 سنوات و236 أيام 20 يناير 1961  | 46 سنوات و177 أيام 22 نوفمبر 1963 | تم اغتياله أثناء فترة الرئاسية. | 22 نوفمبر 1963 | 46 سنوات و177 أيام  |
| 36 | ليندون جونسون       | 27 أغسطس 1908  | 55 سنوات و87 أيام 22 نوفمبر 1963  | 60 سنوات و146 أيام 20 يناير 1969  | 4 سنوات و2 أيام                 | 22 يناير 1972  | 64 سنوات و148 أيام  |
| 37 | ريتشارد نيكسون      | 9 يناير 1913   | 56 سنوات و11 أيام 20 يناير 1969   | 61 سنوات و212 أيام 9 أغسطس 1974   | 19 سنوات و256 أيام              | 22 أبريل 1994  | 81 سنوات و103 أيام  |
| 38 | جيرالد فورد         | 14 يوليو 1913  | 61 سنوات و26 أيام 9 أغسطس 1974    | 63 سنوات و190 أيام 20 يناير 1977  | 29 سنوات و340 أيام              | 26 ديسمبر 2006 | 93 سنوات و165 أيام  |
| 39 | جيمي كارتر          | 1 أكتوبر 1924  | 52 سنوات و111 أيام 20 يناير 1977  | 56 سنوات و111 أيام 20 يناير 1981  | 44 سنوات و61 أيام               | 30 ديسمبر 2024 | 100 سنوات و172 أيام |
| 40 | رونالد ريغان        | 6 فبراير 1911  | 69 سنوات و349 أيام 20 يناير 1981  | 77 سنوات و349 أيام 20 يناير 1989  | 15 سنوات و137 أيام              | 5 يونيو 2004   | 93 سنوات و120 أيام  |
| 41 | جورج بوش الأب       | 12 يونيو 1924  | 64 سنوات و222 أيام 20 يناير 1989  | 68 سنوات و222 أيام 20 يناير 1993  | 25 سنوات و314 أيام              | 30 نوفمبر 2018 | 94 سنوات و171 أيام  |
| 42 | بيل كلينتون         | 19 أغسطس 1946  | 46 سنوات و154 أيام 20 يناير 1993  | 54 سنوات و154 أيام 20 يناير 2001  | 24 سنوات و61 أيام               | (حي)           | 78 سنوات و215 أيام  |
| 43 | جورج بوش الابن      | 6 يوليو 1946   | 54 سنوات و198 أيام 20 يناير 2001  | 62 سنوات و198 أيام 20 يناير 2009  | 16 سنوات و61 أيام               | (حي)           | 78 سنوات و259 أيام  |
| 44 | باراك أوباما        | 4 أغسطس 1961   | 47 سنوات و169 أيام 20 يناير 2009  | 55 سنوات و169 أيام 20 يناير 2017  | 8 سنوات و61 أيام                | (حي)           | 63 سنوات و230 أيام  |
| 45 | دونالد ترامب        | 14 يونيو 1946  | 70 سنوات و220 أيام 20 يناير 2017  | 74 سنوات و220 أيام 20 يناير 2021  | 4 سنوات و61 أيام                | (حي)           | 78 سنوات و281 أيام  |
| 46 | جو بايدن            | 20 نوفمبر 1942 | 78 سنوات و61 أيام 20 يناير 2021   | (حتى الآن)                        | (حتى الآن)                      | (حي)           | 82 سنوات و122 أيام  |
| 47 | دونالد ترامب        | 14 يونيو 1946  | 78 سنوات و220 ايام 20 يناير 2025  | (لاحقا)                           | (لاحقا)                         | (حي)           |                     |

### تمثيل رسومي
يُظهر الرسم البياني أدناه جميع الرؤساء ، بالإضافة إلى الرئيس المنتخب ، مع تمييز أعمارهم خلال فترات رئاستهم باللون الأزرق.